# EBS 부모
《EBS 부모》는 매주 금요일 오전 9시 40분에 방송되었던 교양 프로그램이다.